# ミハイル・コルニエンコ
ミハイル・コルニエンコ（Mikhail Borisovich Korniyenko、ロシア語:Михаил Борисович Корниенко、1960年4月15日 - ）は、ロシア・ソビエト連邦社会主義共和国サマラ州シズラニ出身の宇宙飛行士である。

## 家族
妻は医者のIrina Kornienkoで、娘が1人いる。父Boris G. Kornienkoは軍のパイロットで、1965年に航空機事故で死亡した。母Faina M. Kornienkoは1931年生まれで、引退している。

## 教育
コルニエンコは1977年にチェリャビンスクの第15高校を卒業した。1981年から1987年まではモスクワ航空大学で学んだ。

## 軍事のキャリア
1977年に高校を卒業すると、彼はチェリャビンスクのラジオ工場で働き始めた。1978年5月に彼は軍に招集され、アゼルバイジャンKirovobadの落下傘部隊に配属された。1980年5月には軍曹の階級で従軍を終えた。1980年から1986年にはモスクワの市民軍に在籍した。同時に、彼はモスクワ航空大学の夜間部でも学んだ。1987年に卒業すると、液体推進ロケットエンジン技術者の資格を得た。彼は1986年に市民軍を辞め、機械工学設計事務所に入った。1986年から1991年まで、コルニエンコは打上げ装置の専門家としてバイコヌール宇宙基地で勤めた。
1991年から1995年初めまでは民間企業に勤め、1991年10月から1992年12月まではOOO Transvostok Technical and ProductionのDepartment Directorとして働いた。1993年1月から1995年4月まで、LLC ESTEのGeneral Directorとして働いた。1995年10月からは、彼はS.P.コロリョフ ロケット&スペース コーポレーション エネルギアで技術者として働き始め、宇宙飛行士用の訓練と試験の文書を作成する部署に配属された。また、水中の研究所での無重力の宇宙遊泳シミュレーションの試験にも参加した。

## 宇宙飛行士としてのキャリア

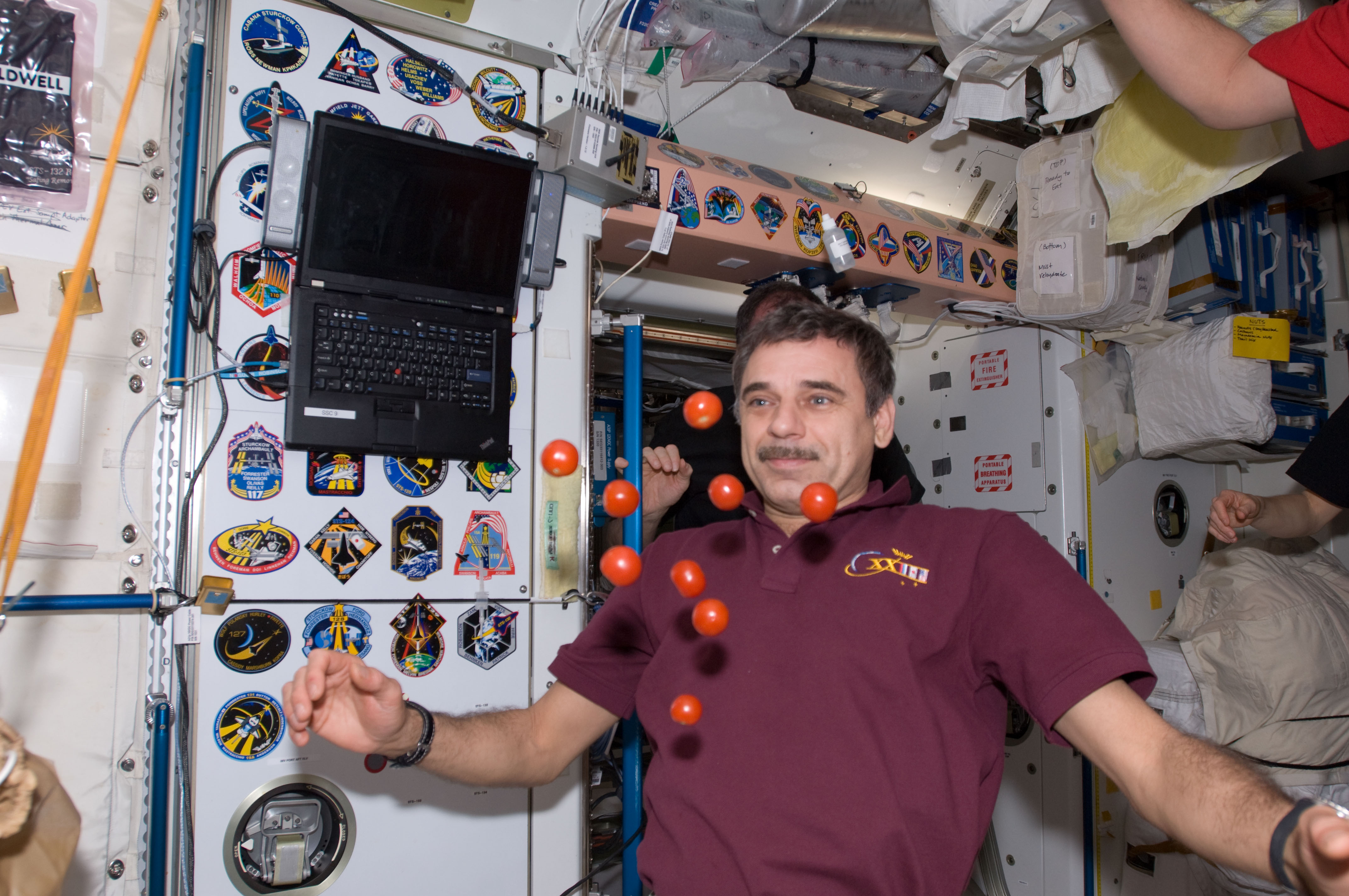
ユニティで宙に浮くトマトとコルニエンコ

1998年2月24日、コルニエンコは試験宇宙飛行士の候補に選ばれ、1991年からガガーリン宇宙飛行士訓練センターで行われた訓練の結果、試験宇宙飛行士に選ばれた。1999年からは、国際宇宙ステーションの乗組員としての訓練を行い、第8次長期滞在ではバックアップのフライトエンジニアに選ばれた。
2005年には、彼はソユーズTMA-10及び第23次長期滞在のフライトエンジニアのバックアップにも選ばれた。

### 第23/24次長期滞在

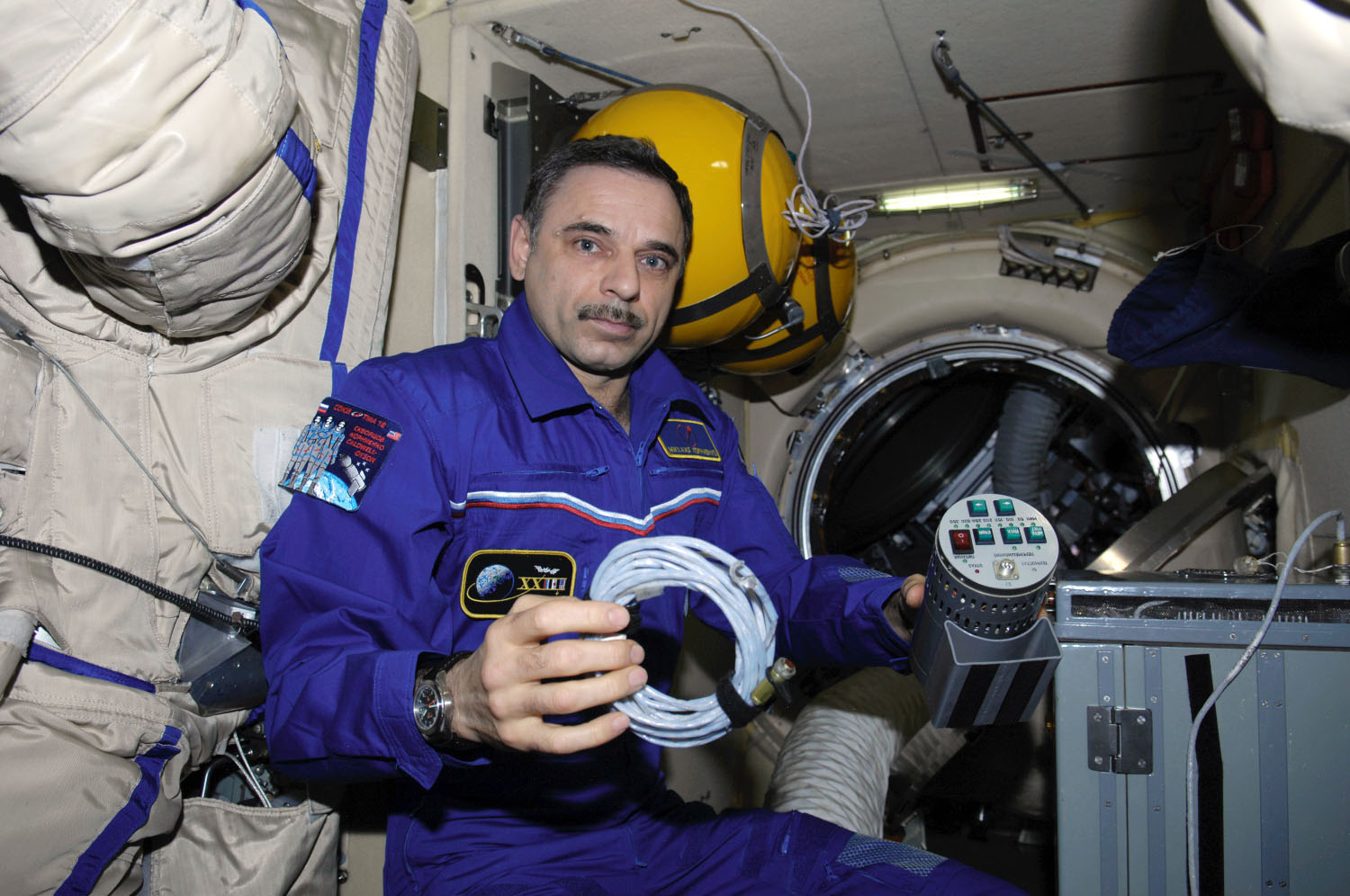
ピアースでバイオエマルジョンの実験をするコルニエンコ

コルニエンコは第23次長期滞在/第24次長期滞在のフライトエンジニアとして国際宇宙ステーションを訪れた。2010年4月2日にロシアのアレクサンドル・スクボルソフ、アメリカのトレイシー・コールドウェルとともに、バイコヌール宇宙基地からソユーズTMA-18で地球を出発した。
第24次長期滞在を終え、コルニエンコとスクボルソフ、コールドウェルを乗せたソユーズTMA-18は2010年9月24日の22時2分(EDT)に軌道から離れ、9月25日5時23分(GMT)にカザフスタンのアルカルイクに着陸した。

### ISSでの1年間の長期滞在
コルニエンコは、NASAのスコット・ケリーと共に、2015年春から1年間のISS長期滞在を行う予定。これまでISSでの長期滞在は6ヶ月間で交代していたが、1年間もの滞在を行うのは初めて。このミッションは1年間の滞在の間に、微少重力環境下での様々な医学データを集める事により、将来の月周辺での活動や、小惑星、さらには有人火星探査に対するリスク軽減や対応策を検討するのに役立てられる
。

### 宇宙遊泳
2010年7月27日、コルニエンコとフョードル・ユールチキンは、オーラン宇宙服を着て国際宇宙ステーションの外で船外活動を行った。